# شاهزاده سادو
ولیعهد سادو در ۱۳ فوریه ۱۷۳۵ متولد شد. او هفت سال بعد از مرگ فرزند بزرگتر امپراتور یئونگجو چوسان متولد شد. بعد از تولدش پادشاه فوراً تصمیم گرفت تا او را به عنوان ولیعهد معرفی کند. امپراتور از ولیعهد سادو کناره گرفت به این دلیل که می‌خواست ولیعهد سادو را پادشاه آینده کند و تربیت او را در دربارش به دیگران سپرد. در نتیجه روابط بین امپراتور و ولیعهد کمی متفاوت شد. گفته شده پدرش از همان جوانی از او تنفر داشته است. سادو در سن ۹ سالگی ازدواج کرد و زمانی که ۱۷ سالش شد دارای فرزند شد. پس از تولد فرزندش، سادو او دچار سرخک می‌شود او بیماری را می‌گذراند اما بیماری باعث ایجاد جنون در او می‌شود. با این حال پادشاه یئونگجو بیشتر از او متنفر شود. پادشاه پس از صحبت با سادو دستور می‌داد تا دهان و گوشش را بشویند و لباسش را عوض کنند. سادو به شدت از پدرش می‌ترسید و دائماً مورد پرخاش او قرار می‌گرفت که این موضوع باعث ایجاد بیماری ذهنی در او شد. جنون شاهزاده برای اولین بار به صورت کابوس و توهم بود و چندی بعد به رفتارهای خشونت‌آمیز شدت یافت. هر زمان که امپراتور یئونگجو او را مورد پرخاش قرار می‌داد؛ سادو برای تسکین استرس خود به طرز بی‌هدفانه‌ای در قصر مردم را کتک می‌زد یا می‌کشت. همچنین سادو به سوءاستفاده فیزیکی از خدمه خود می‌پرداخت و هر زنی که او را رد می‌کرد مورد تجاوز جنسی قرار می‌داد. بنابر قوانین دربار، پادشاه یئونگجو نمی‌توانست با دستان خود پسرش را بکشد؛ بنابراین به سادو دستور داده شد تا در یک روز گرم از ماه ژوئیه ۱۷۶۲ (۴ ژوئیه سال ۱۷۶۲) در داخل یک مخزن برنج بزرگ چوبی قرار بگیرد سپس آن مخزن را قفل و زنجیر کردند و بعد از هشت روز و در تاریخ ۱۲ ژوئیه ۱۷۶۲ ولیعهد سادو بر اثر خفگی فوت کرد. در قرن نوزدهم شایعاتی مبنی بر اینکه مرگ سادو یک پاپوش بوده و او بیماری ذهنی نداشته است پخش شد اما این شایعات توسط همسر او در کتابی که نوشته است نقص شده است. پسر او بعد مرگش ولیعهد چوسان شد و با نام امپراتور جئونگجو چوسان به سلطنت رسید و کتیبه‌هایی را که از پدرش بدگویی شده بود نابود کرد.